# 14535 Кадзуюкіханда
14535 Кадзуюкіханда (14535 Kazuyukihanda) — астероїд головного поясу, відкритий 1 вересня 1997 року.
Тіссеранів параметр щодо Юпітера — 3,030.